# 丘は花ざかり (1952年の映画)
『丘は花ざかり』（おかははなざかり）は、1952年に公開された千葉泰樹監督の日本映画。

## 概要
朝日新聞連載、新潮社より出版された石坂洋次郎による同名小説を原作に、『東京の恋人』の千葉泰樹が監督、同じく『東京の恋人』の井手俊郎が脚色、『おかあさん』の水木洋子もまた井手と共同で脚色を担当した。
東宝創立20周年記念作品であり、また1963年には浅丘ルリ子主演での本作のリメイク版『丘は花ざかり』が製作されている。
出演者は『足にさわったおんな』の池部良、『結婚案内』の杉葉子、『娘はかく抗議する』の高杉早苗などが主要出演者陣として登場する。
本作で岩本ひさ子を演じた中北千枝子は1952年度、第7回毎日映画コンクールで本作ほか2作の演技により女優助演賞を受賞し、また同年度第3回ブルーリボン賞においてもやはり女優助演賞を受賞している。

## あらすじ
東洋評論社の入社試験に合格した香月美和子（杉葉子）は、姉の高畠信子（木暮実千代）夫婦の元で居候していた。
姉信子の夫である高畠勇造（清水将夫）は実直な紳士で妻の信子は生活に何の不自由も感じてはいなかったが、刺激のない日常生活自体に退屈を覚え、子供が通う学校のPTA役員として活躍するようになり、同じく役員を努める石山春雄（上原謙）と親しくなった。夫を持つ身ながら信子はキザだが女性に優しい石山の魅力に惹かれそうになり、また石山も信子の美貌に惹かれ信子の気を引くために様々な手段を取った。
その頃、妹の美和子は会社で同じ社員である野崎正也（池部良）に好意を持ったものの、編集長の野呂良三（山村聡）の家庭に出入りし、野呂が妻を喪った淋しさに同情し、また年老いた野呂の母や野呂の子どもたちに自分が慕われるうちに、次第に野崎から心変わりし野呂を結婚相手にと考えるようになり、ついには野呂に告白した。しかし野呂は美和子の告白を受け入れず、また美和子に対し、若い彼女は若い相手を探し、そして共に苦労し家庭を築いていくべきである旨を諭した。
信子も石山と不倫関係になりかけたものの、人妻としての自覚からそれを自省し、また夫勇造にそれらの顛末を報告し事なきを得た。
ある日、高畠夫妻と美和子、野崎の4人は美和子の叔父（志村喬）が営む牧場へ訪れ、その花ざかりの丘に寝転んだ美和子と野崎は、楽しい未来の生活設計を語り合った。

## スタッフ
- 監督 - 千葉泰樹[6]
- 脚色[6] - 井手俊郎[9]、水木洋子[9]
- 製作 - 藤本真澄[6]
- 製作主任 - 鈴木政雄[6]
- 原作 - 石坂洋次郎[6]、小説『丘は花ざかり』[10]
- 撮影 - 中井朝一
- 美術 - 松山崇[6]
- 録音 - 下永尚[6]
- 照明 - 石井長四郎[6]
- 編集 - 笠間秀敏[6]
- 音楽 - 服部良一[6]
- 主題歌（コロムビアレコード）[6]
  - 「丘は花ざかり」作詞 西條八十[6]、作曲 服部良一[6]、唄 藤山一郎[1]
  - 「君を待つ間」作詞 西條八十[6]、作曲 服部良一[6]、唄 奈良光枝[1]

## キャスト
- 木暮実千代 - 高畠信子[5]
- 杉葉子 - 香月美和子[5]
- 高杉早苗 - 白川朝子[5]
- 池部良 - 野崎正也[5]
- 山村聡 - 野呂良三[5]
- 上原謙 - 石山春雄[5]
- 志村喬 - 木村健吉[5]
- 三津田健 - 山田社長[5]
- 汐見洋 - 平田宗人会長[6]
- 清水将夫 - 高畠勇造[5]
- 沢村貞子 - 神崎アヤ子[5]
- 浦辺粂子 - お國[5]
- 滝花久子 - 野呂の母・加代[6]
- 広瀬嘉子 - 夏江[5]
- 中北千枝子 - 岩本ひさ子[5]
- 中山豊 - 与太者[6]
- 堺左千夫 - 与太者[6]
- 広瀬正一 - 与太者[6]
- 斉藤朋子 - 高畠の娘[6]
- 青木利彦 - 高畠の息子[6]
- 加藤順子 - 野呂の娘[6]
- 毛利充伯 - 野呂の息子[6]
- 馬野都畄子 - 食堂の女主人[6]
- 村田壽夫 - しじみ売[6]

## 受賞歴
- 1952年 第7回毎日映画コンクール
  - 俳優部門 女優助演賞 中北千枝子『丘は花ざかり』『おかあさん』『稲妻』[7]
- 1952年度 第3回ブルーリボン賞
  - 助演女優賞 中北千枝子『丘は花ざかり』『稲妻』[8]

## 関連書籍
- 石坂洋次郎原作、井手俊郎共著、水木洋子共著『シナリオ 丘は花ざかり』三笠書房、1952年11月。国立国会図書館サーチ：R100000001-I31111100493519。